# Cachena (raça bovina)
Cachena é uma raça bovina portuguesa originária do Minho, Trás-os-Montes e da Galiza, de pequenas dimensões, mas porte robusto, pêlo castanho-claro e cornos espiralados.

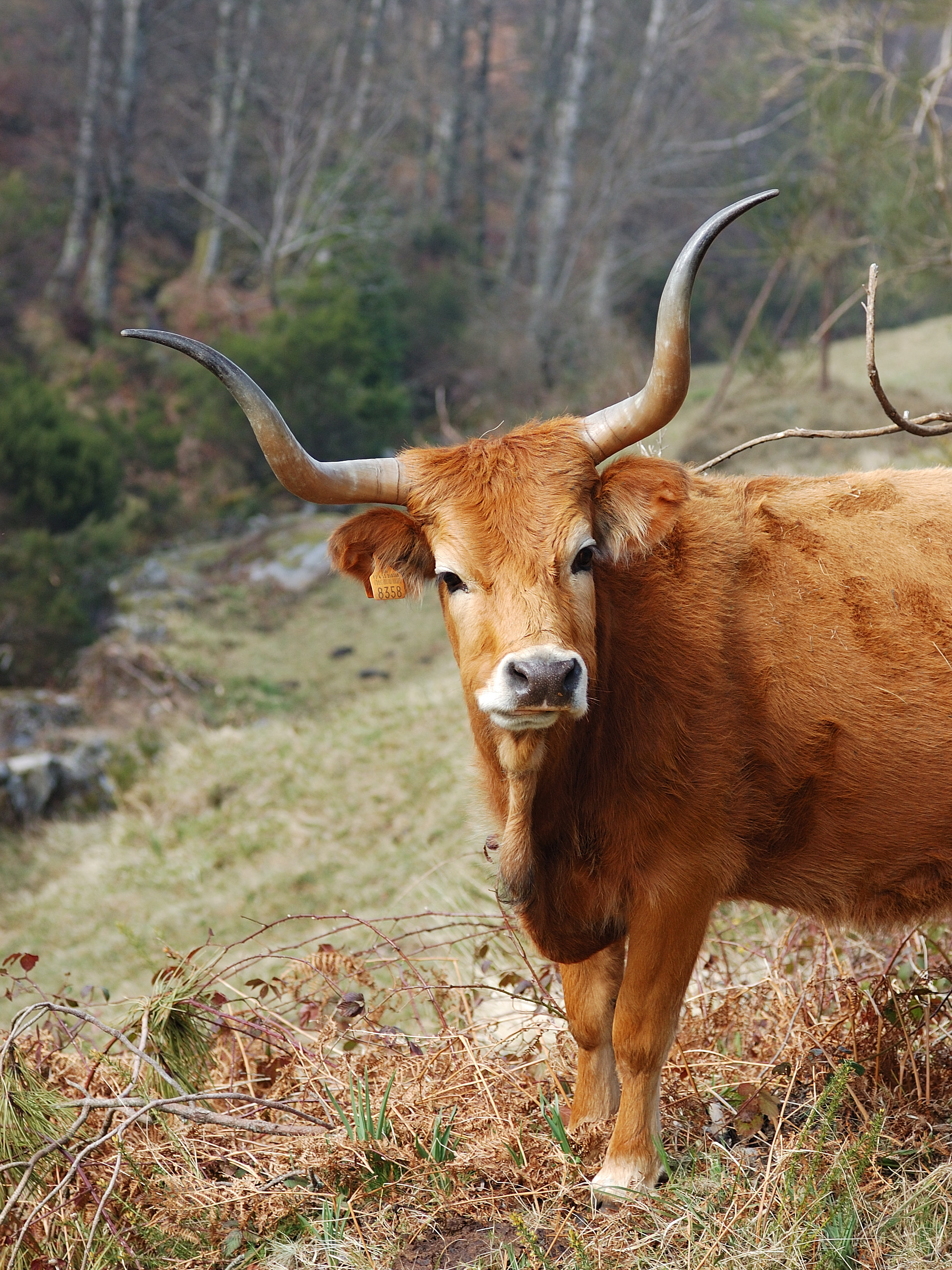
Vaca cachena em Sistelo, aldeia do concelho de Arcos de Valdevez

É empregada na criação de carne, que é afamada e reconhecida com Denominação de Origem Protegida pela União Europeia (UE) desde 28 de fevereiro de 2002;  na produção de lacticínios, destacando-se o queijo Brandas da Cachena; e ainda como animal de trabalho, porquanto as suas pequenas dimensões aprestam-se optimamente ao seu uso, nas estreitas leiras e sucalcos agricultados, como animal de tracção com arado radial e lusitânico de temão simples.

## Outros nomes

### Raça vilarinha
Além de ser conhecida como cachena, esta raça de vaca também foi conhecida como «vilarinha», por deambular pelas cercanias da barragem de Vilarinho das Furnas, especialmente aquando da altura em que a barragem de Vilarinho das Furnas alagou a região, obrigando os animais, tresmalhados dos seus currais a dispersar-se pelos montes.

### Raça cabreira
Dado o seu pequeno porte, abundante e crespa lanugem e boa disponibilidade física para circular em zonas montanhosas, esta raça bovina, especialmente no Inverno, assemelha-se a uma cabra corpulenta, o que levou a que algumas povoações a cognominasse «vaca cabreira».

## Descrição
A cachena é a raça bovina portuguesa mais pequena e uma das mais pequenas do mundo, orçando cerca de 110 centímetros, incluindo os cornos.
No que toca à cabeça e ao seu formato, a vaca cachena tem uma cabeça comprida, de perfil reto, em que o comprimento é corresponde a mais do dobro da largura entre os olhos do animal.

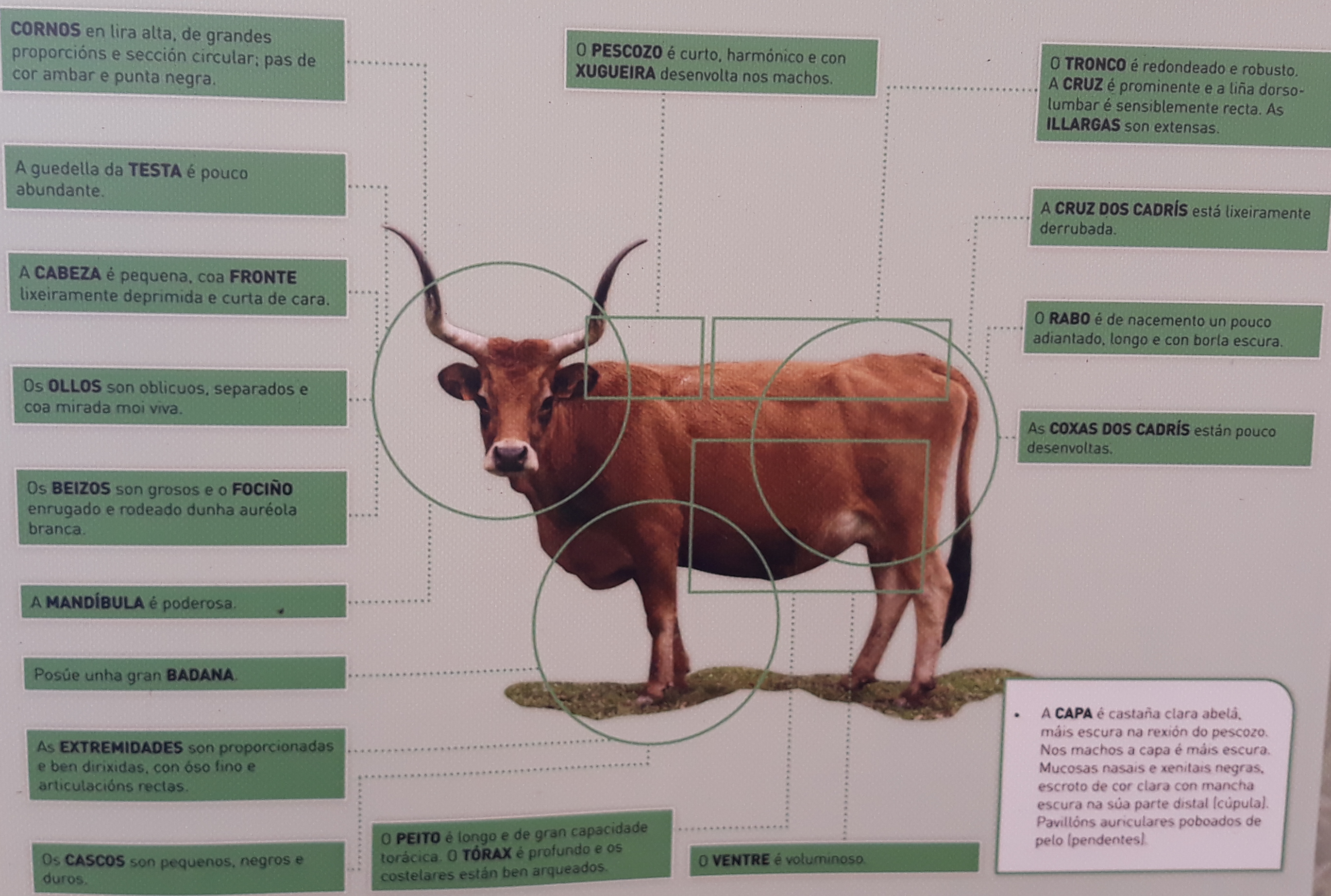
Descrição da raça cachena

Quanto ao chanfro, este afigura-se reto, arredondado e pouco saliente, de boca larga, de lábio superior desenvolvido, focinho negro, largo um pouco grosso. 
Os cornos da cachena são amiúde grandes, com secção circular em espiral, descrevendo-se frequentemente a sua configuração, ao saírem para cima e para os lados, como que tomando a forma de parafuso ou saca-rolhas.
Pauta-se ainda pelo pescoço curto, pela barbela grande, pela cernelha pouco saliente, com os costados e o peito relativamente largos e descaídos.
Geralmente é pouco carnuda de nádegas, encimadas por uma cauda que remata numa borla de pelos escuros.
Quanto à pelagem, geralmente assumem uma coloração castanho-claro, tendendo para tons entre a cor-de-palha e o acerejado, sendo certo que no Verão soem de ganhar uma tonalidade mais escura, por vezes, entre o castanho pezenho e o castanho aberto. No que respeita à zona dos olhos, à orla na circunvizinhança do focinho à região mamária geralmente assume uma coloração mais clara, sem porém chegar completamente a tons de branco.  Por contraste, as mucosas costumam ser bastante escuras. 

## Área de produção
A área de produção integra a zona montanhosa do Alto Minho, onde se encontram igualmente espécies como o lobo e outros animais selvagens do Parque Nacional da Peneda-Gerês. É um território classificado como Reserva da biosfera da UNESCO.
A sua carne DOP (denominação de origem protegida) é e apreciada.